# 1809
1809 (MDCCCIX) var ett normalår som började en söndag i den gregorianska kalendern och ett normalår som började en fredag i den julianska kalendern. Året domineras av händelserna Napoleonkrigen, Finska kriget och Dansk-svenska kriget. I Sverige stiftas nya grundlagar.

## Överblick

### Europa

#### Napoleonkrigen

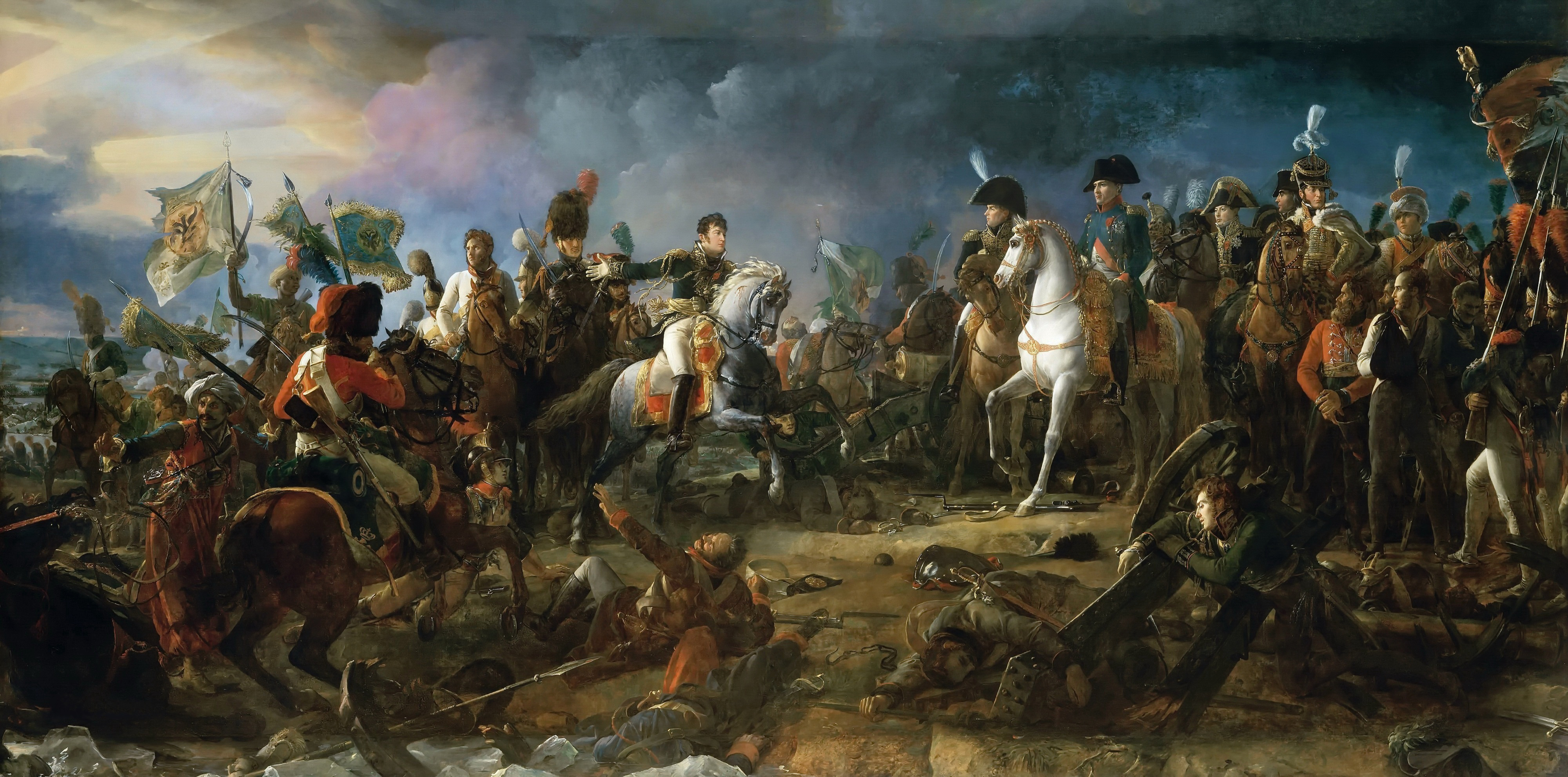
Slaget vid Austerlitz

- Den 6 juli besegrar Napoleon I österrikarna i slaget vid Wagram och Österrike tvingas till ett förnedrande fredsfördrag. Under slaget stupar omkring 32 000 franska och 35 000 österrikiska soldater, och det är i antalet döda soldater det dittills största under Napoleonkrigen.
- I mars invaderas Portugal av franska trupper. Fransmännen intar Chaves och går vidare mot Porto. En kombinerad portugisisk-brittisk armé, under ledning av sir Arthur Wellesley, kan dock trycka tillbaka de franska trupperna till Galicien och besegra en annan fransk armé i Tavera i Spanien[1].
- Rom förklaras för omedelbar kejserlig stad och den västra delen av Kyrkostaten införlivas 17 maj i franska kejsarriket.
- Józef Antoni Poniatowski, den siste polske kungens nevö, ansluter sig till Napoleons kamp mot Österrike[2].

#### Finska kriget

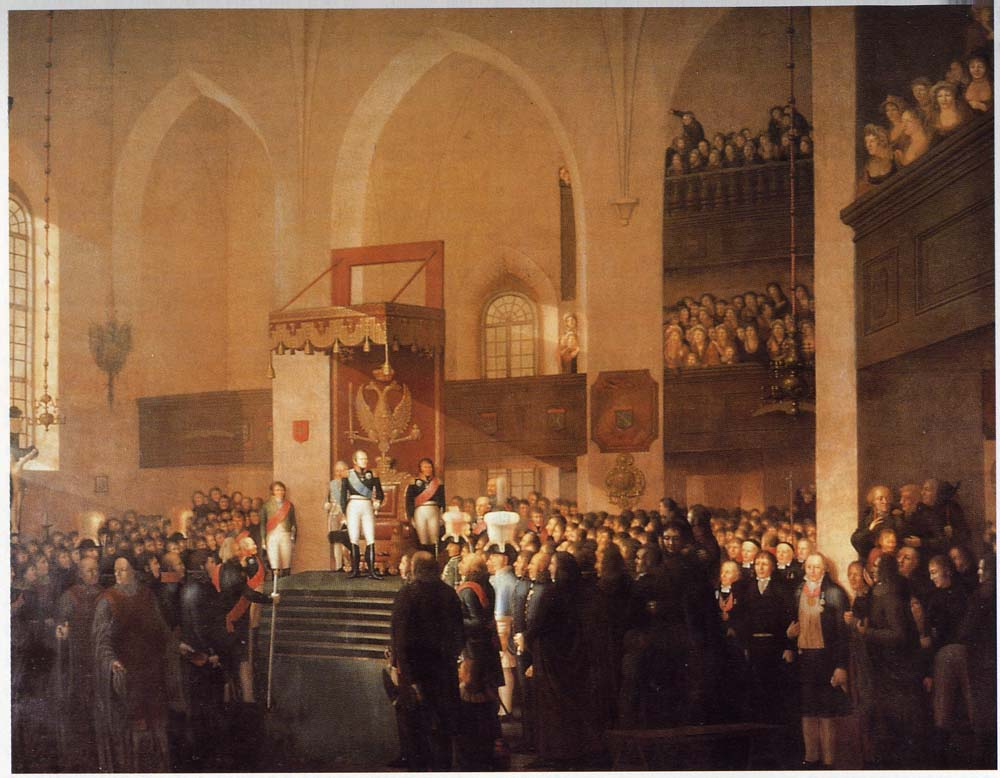
Tsar Alexander I öppnar Borgå lantdag.

- Den 17 mars drar sig Sverige tillbaka från Åland och Umeå överlämnas till ryssarna den 22 mars. Den 19 augusti besegrar ryssarna den sista större svenska styrkan i slaget vid Sävar, men dagen därpå besegrar svenskarna ryssarna i träffningen vid Ratan. Under de båda slagen stupar omkring 2 000 ryska och 1 200 svenska soldater. Ryssarna tvingas samtidigt lämna Umeå.
- I Fredrikshamn sluts den 17 september ett fredsavtal mellan Sverige och Ryssland, som avslutar det finska kriget 1808–1809. Avtalet innebär att Sverige får avträda hela Finland, Åland samt de delar av dåvarande Västerbotten och Lappland som fanns öster om Torne-Muonio-Könkämä älv till Ryssland. Redan under våren var det klart att Sverige skulle förlora kriget och under mars till juli hålls Borgå lantdag dit riksdagens finländska representanter kallats av tsaren för att ordna förhållandet till det ryska imperiet.

#### Dansk-svenska kriget

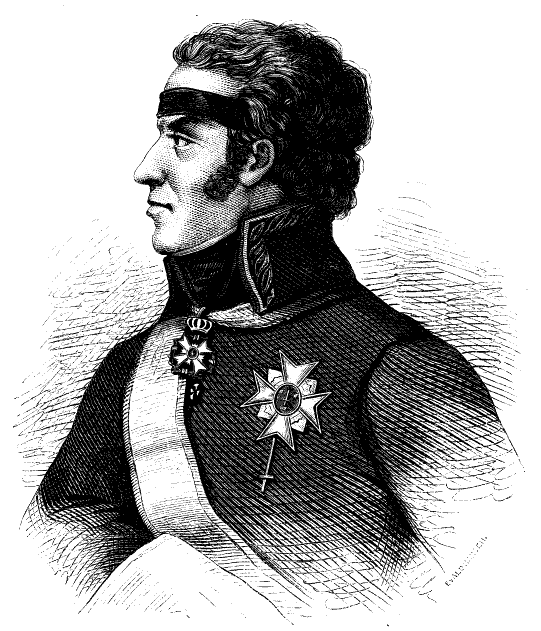
Georg Carl von Döbeln

- Under det dansk-svenska kriget,  som pågått sedan början av 1808, råder det i början av året brist på förnödenheter i det dansk-norska lägret då ytterst lite livsmedel kommer fram när Storbritannien blockerar danska hamnar. Karl August kunde inte inleda sina planerade offensiva operationer och Sverige koncentrerade sig på finska kriget.
- Under sommaren ger Frederik VI order om att inta det territorium som tillföll Sverige vid freden i Brömsebro 1645, främst Jämtland och Härjedalen. Frederik VI trodde att han kunde få till en allians med Ryssland för att lättare få Sverige på knä.
- Den 2 juli ger Karl August order om ett anfall från Trondheimstrakten mot Jämtland och 10 juli anfaller 1 800 man under ledning av generalmajor von Krogh Jämtland. Sverige svarar med bataljoner från Hälsinge regemente, Gävle, Livgrenadjärregementet samt två bataljoner från Kalmar regemente.
- Den 16 juli återerövrar den dansk-norska styrkan Hjärpe skans och senare Mörsil och Mattmar i Jämtland. 24 juli beslutar Georg Carl von Döbeln att anfalla den dansk-norska styrkan och lyckas få den att dra sig tillbaka. Ett stillestånd skrivs dagen efter i Bleckåsen där ett av villkoren var att samtliga norska trupper skulle lämna Sverige senast den 3 augusti, vilket även skedde. Storbritannien utökar sin handelsblockad mot Danmark-Norge. Under juli stängs handelsvägarna till Ryssland och i den norska armén rådde det stor brist på livsmedel.
- Då Fredrik VI inser att kriget inte kan vinnas söker han fred med svenskarna och 10 december sluts ett avtal vid freden i Jönköping som avslutar det dansk-svenska kriget. Avtalet innebär att inget land avträder något territorium, Sverige försöker hålla brittiska krigsskepp på avstånd från svenska kuster, samt att överlöpare och brottslingar skall utlämnas.

#### Sverige

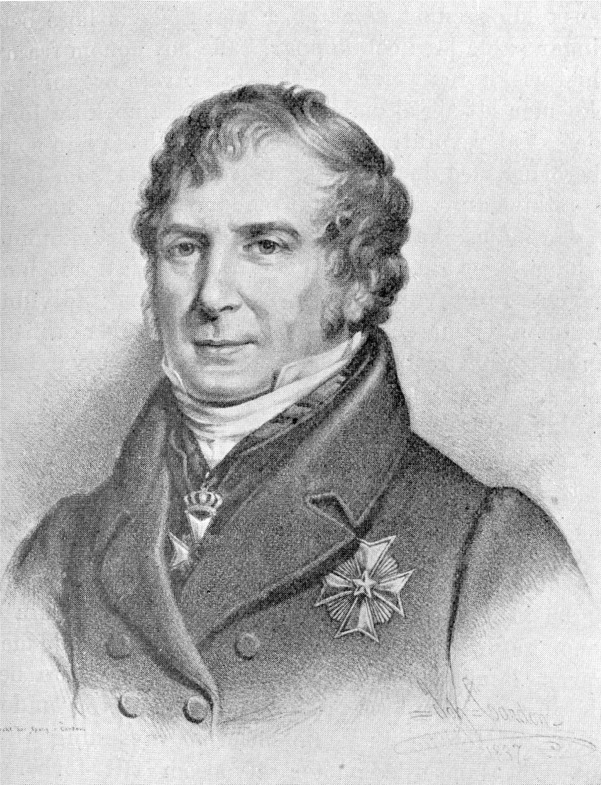
Hans Järta

- Efter att Finland förlorats och Pommern tidvis ockuperats avsätts och landsförvisas Gustav IV Adolf. Han ersätts av hertig Karl som är riksföreståndare från 29 mars och utropas till kung med namnet Karl XIII den 6 juni.
- Sverige får en ny författning, som föreskriver en delning av makten mellan kungen och riksdagen. Domstolar och myndigheter får en självständig ställning och JO-ämbetet inrättades. Justitiestatsminister och utrikesstatsminister blir de statsrådsledamöter som får högst status. Maktdelningsprincipen utövar stort inflytande på 1809 års regeringsform, som kommer att gälla till och med 1974. Hans Järta är som sekreterare i konstitutionsutskottet mycket aktiv i utformandet av den nya regeringsformen och han författar den promemoria där utskottet motiverar sitt resultat.
- Kavalleriförbandet Adelsfanan avvecklas och är troligen det kavalleriförband som kontinuerligt varit i tjänst under längst tid i världen, i mer än 500 år.

#### Båglampan

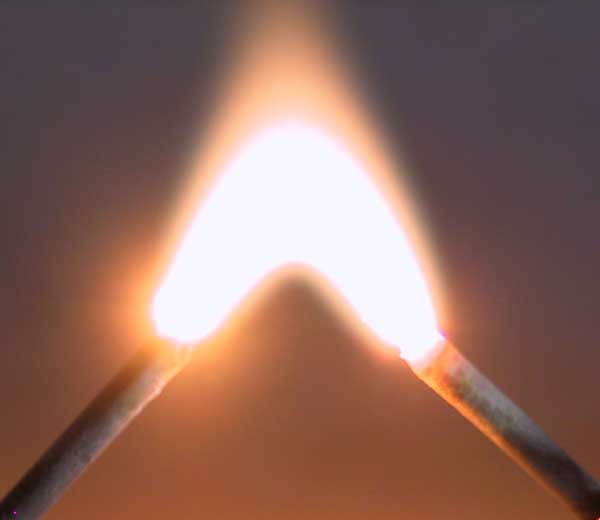
Ljusbåge mellan två kolelektroder

- Sir Humphry Davy skapar den första båglampan genom att skapa en ljusbåge mellan två koltrådar kopplade till ett batteri. Uppfinningen blir ett viktigt bidrag till att göra glödlampan möjlig. Båglampan ger ett mycket starkt ljus, och användes länge i bland annat filmprojektorer, men numera är den ovanlig som ljuskälla.

### Sydamerika

#### Bolivia

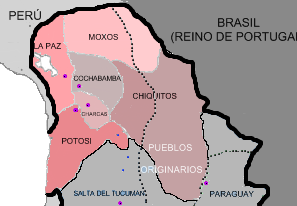
Övre Peru omfattar den rödtonade delen av kartan

- När det spanska kungahusets bestämmande försvagas under Napoleonkrigen minskar förtroendet för det koloniala styret i Sydamerika. 16 juli gör kreoler och mestiser i La Paz uppror och proklamerar i Ferdinand VII:s namn en oberoende stat i Övre Peru. I november ansluter sig Cochabamba, Oruro och Potosí. 16 år av stridigheter följer innan republiken grundas 1825.[3]

### Asien

#### Arabiska halvön
- Storbritannien uppmanar sultanen av Oman att upphöra med piratverksamheten i Persiska viken. Då sultanen inte lyckas med detta inleder britterna flera anfall mot fästningar i det som idag är Förenade arabemiraten. Anfallen fortsätter till 1819 innan britterna får situationen under kontroll.[4]

## Händelser

### Mars
- 4 mars – James Madison efterträder Thomas Jefferson, som USA:s president .
- 8 mars – Delar av västra armén under Georg Adlersparre beger sig från Karlstad mot Stockholm för att ta kung Gustav IV Adolf till fånga. Kungen anses oduglig, eftersom han dragit in Sverige i nederlagskrig mot både Napoleon I:s Frankrike och Ryssland.
- 13 mars – Gustav IV Adolf gör sig redo att fly till hären i Skåne men arresteras av generaladjutant Carl Johan Adlercreutz och fem andra adelsmän på Stockholms slott.
- 16 mars – De två optiska telegrafstationerna på Signilskär och Eckerö bränns ner av ryssarna.
- 21 mars – Konventionen på Åland sluts mellan Sverige och Ryssland. Ryssarna skall inte landstiga på svensk jord och dessutom lämna Åland, medan svenskarna inte skall besätta ön.
- 22 mars – Umeå överlämnas till ryssarna.
- 25 mars – Konventionen i Kalix sluts mellan Sverige och Ryssland. Svenskarna längst i norr lägger ner vapnen.
- 28 mars – Den svenske kanslipresidenten Fredrik Wilhelm von Ehrenheim avgår.
- 29 mars
  - Gustav IV Adolf abdikerar som kung av Sverige.[5]
  - Den ryske tsaren Alexander I utropas till storfurste av Finland vid lantdagen i Borgå varvid Sverige har förlorat Finland efter över 600 år.

### April
- 26 april – Brand i Åmål, Sverige [6].

### Maj
- 10 maj – Gustav IV Adolf avsätts formellt som kung av Sverige och enväldet avskaffas. Hertig Karl (XIII) utses till riksföreståndare.[5]
- 18 maj – Brand i Uppsala.[6]
- 21–22 maj – Österrikes ärkehertig Karl tillfoga Napoleon ett svidande nederlag i slaget vid Aspern-Essling.
- Maj – Lars von Engeström blir ny svensk kanslipresident.

### Juni
- 5–6 juni – En ny svensk regeringsform antas. Ståndsriksdagen består och skall, ledd av ett statsråd på nio ledamöter (till- och avsatta av kungen), sammanträda vart femte år. Makten delas mellan kung och riksdag. Kungen utfärdar administrativa och ekonomiska förordningar. Riksbanken och Riksgäldskontoret underställs ständerna. Domstolsväsendet blir självständigt genom att utsedda domare görs oavsättliga. Adeln tvingas avstå från sina företrädesrättigheter till statliga ämbeten.
- 6 juni – Hertig Karl utropas och kröns till kung Karl XIII samt stadfäster den nya regeringsformen. Utnämningen är dock en tillfällig lösning eftersom den 61-årige kungen är barnlös och anses sakna de egenskaper som krävs för att styra Sverige.
- Juni – Kanslipresident Lars von Engeström avgår, varvid ämbetet avskaffas för gott.

### Juli
- 2 juli – Svenskarna besegras av ryssarna i slaget vid Hörnefors.
- 8–9 juli – Den svenska skärgårdsflottan besegrar den ryska i skärgårdsslaget vid Porkkala.
- 25 juli – Stillestånd sluts mellan Sverige och Danmark i Bleckåsen, Jämtland.
- Juli – Den danske prinsen Kristian August väljs till svensk tronföljare. Han får namnet Karl August eftersom Kristian är så negativt historiskt betonat.

### Augusti
- 19 augusti – Den svenska landstigningskåren besegras av ryssarna i slaget vid Sävar utanför Umeå.
- 20 augusti – Svenskarna besegrar ryssarna i slaget vid Ratan, det sista slaget på svensk mark.

### September
- 2 september – Stillestånd sluts mellan Sverige och Ryssland i Frostkåge gästgivaregård.
- 17 september – Fred sluts mellan Sverige och Ryssland i Fredrikshamn, varvid Sverige förlorar hela Finland, Åland och delar av Lappland och Västerbotten fram till Torne älv och Muonioälven.

### Oktober
- 8 oktober – De sista finska soldaterna i svensk tjänst hemförlovas.

### November
- 2 november – De svenska soldater, som råkat i rysk fångenskap under kriget, påbörjar marschen hem.
- 24 november – Karl XIII drabbas en hjärnblödning, vilket gör honom delvis förlamad.

### December
- 10 december – Fred sluts mellan Sverige och Danmark i Jönköping [7], utan landavträdelser.

### Okänt datum
- Samuel Owen startar ett gjuteri på Kungsholmen i Stockholm.
- Pappersmyntfot råder i realiteten i Sverige, eftersom silverfonden är för liten. Sedlar kan bara växlas in i mycket små mängder.
- Den svenske riksdrotsen greve Carl Axel Trolle-Wachtmeister avgår och därefter avskaffas ämbetet för gott.
- Silleperioden på den svenska västkusten tar slut, vilket inleder Bohusläns ekonomiska nedgång.
- Den svenska skärgårdsflottans finska eskader, Sveaborgseskadern, upplöses efter att Sverige har förlorat Finland.
- Pär Aron Borg grundar en skola för blinda och dövstumma i Manilla på Djurgården i Stockholm.

## Födda

### Första kvartalet

#### Januari
- 6 januari
  - Marie Durocher, brasiliansk läkare och barnmorska, den första läkaren av sitt kön i Latinamerika.
  - Sven Lovén, svensk naturforskare.
- 15 januari – Pierre-Joseph Proudhon, fransk anarkistisk filosof.
- 19 januari – Edgar Allan Poe, amerikansk författare.
- 21 januari – Sinjeong, koreansk änkedrottning och regent.

#### Februari
- 6 februari – Charles Emil Hagdahl, svensk läkare och kokboksförfattare.
- 12 februari
  - Charles Darwin, engelsk zoolog och geolog.
  - Abraham Lincoln, amerikansk politiker, USA:s president 1861–1865.

#### Mars
- 5 mars – John Bozman Kerr, amerikansk diplomat och politiker.
- 9 mars – Bettino Ricasoli, italiensk statsman.
- 21 mars – Alessandro Gavazzi, italiensk agitator.
- 24 mars – Joseph Liouville, fransk matematiker.

### Andra kvartalet

#### April
- 1 april – Nikolaj Gogol, rysk författare.
- 20 april – James C. Jones, amerikansk politiker.

#### Maj
- 23 maj – Hugo von Kirchbach, preussisk militär.

#### Juni
- 4 juni – Columbus Delano, amerikansk politiker.
- 5 juni – Calvin T. Hulburd, amerikansk politiker.
- 26 juni – Pétrus Borel, fransk författare.

### Tredje kvartalet

#### Juli
- 10 juli – Robert M. Patton, amerikansk politiker.
- 21 juli – Adolph Westman, svensk häradshövding och riksdagspolitiker.

#### Augusti
- 6 augusti – Alfred Tennyson, engelsk poet.
- 28 augusti – Giovanni Maria Benzoni, italiensk skulptör.

#### September
- 18 september – Armand Barbès, fransk politiker.

### Fjärde kvartalet

#### Oktober
- 1 oktober – Otto Edvard Carlsund, ledare för AB Motala Verkstad.

#### November
- 3 november – James Richardson, brittisk upptäcktsresande.
- 29 november – Gabriel Ferry, fransk författare.

#### December
- 29 december – William Ewart Gladstone, brittisk liberal politiker och premiärminister.

### Okänt datum
- Achille Pinelli, italiensk målare och gravör.

## Avlidna

### Första kvartalet

#### Januari
- 16 januari – John Moore, 47, brittisk militär.

#### Februari
- 4 februari – Philemon Dickinson, 69, amerikansk politiker, senator 1790–1793.
- 22 februari – Ludwig von Cobenzl, 55, österrikisk statsman.

#### Mars
- 1 mars – Gabriel Israel Hartman, 32, finländsk filosof.
- 7 mars
  - Johann Georg Albrechtsberger, 73, österrikisk kompositör.
  - Jean-Pierre Blanchard, 55, fransk luftfartspionjär.
- 9 mars – Jonas Forsslund, 54, svensk konstnär.
- 27 mars – Joseph-Marie Vien, 92, fransk målare.

### Andra kvartalet

#### April
- 16 april – Vasilij Tjitjagov, 83, rysk amiral och upptäcktsresande.

#### Maj
- 29 maj – Johannes von Müller, 57, schweizisk historiker.
- 31 maj
  - Joseph Haydn, 77, österrikisk kompositör.
  - Jean Lannes, 40, fransk militär.
  - Ferdinand von Schill, 33, preussisk militär.

#### Juni
- 4 juni
  - Nicolai Abildgaard, 65, dansk konstnär.
  - Francis Malbone, 50, amerikansk politiker, senator 1809.
- 8 juni – Thomas Paine, 72, brittisk-amerikansk författare och publicist.

### Tredje kvartalet

#### Juli
- 5 juli – Joachim Zachris Duncker, 34, officer i svenska armén.
- 7 juli – Benjamin Ogle, 60, amerikansk politiker, guvernör i Maryland 1798–1801.

#### Augusti
- 17 augusti – Matthew Boulton, 80, brittisk fabrikant och ingenjör.
- 24 augusti – Michail Kamenskij, 71, rysk fältmarskalk.
- 30 augusti – Ignacy Potocki, 59, polsk statsman.

#### September
- 4 september – Christopher Dahl, 51, svensk präst, språkvetare och psalmdiktare.
- 7 september
  - Anders Björkqvist, 67, finländsk präst.
  - Caroline Schelling, 46, tysk författare, översättare och salongsvärd.

### Fjärde kvartalet

#### Oktober
- 11 oktober – Meriwether Lewis, 35, amerikansk militär och upptäcktsresande.

#### November
- 27 november – Nicolas Dalayrac, 56, fransk kompositör.

#### December
- 2 december – John Walker, 65, amerikansk politiker, senator 1790.
- 31 december – Franz Ignaz Beck, 75, tysk violinist och kompositör.

### Fotnoter
1. ↑  Federal Research Division Library of Congress – A Country Study: Portugal, Peninsular Wars
2. ↑  Federal Research Division Library of Congress – A Country Study: Poland, From Medieval Times to World War I
3. ↑  Federal Research Division Library of Congress – A Country Study: Bolivia, Struggle for Independence
4. ↑  Federal Research Division Library of Congress – A Country Study: Qatar, Treaties with the British
5. 1 2  
  - - World Statesmen
  - Sverige och dess regenter under 1000 år, Lars Lagerqvist, sid 239 & 256.
6. 1 2  ”Värmlands brandhistoriska klubb”. Arkiverad från originalet den 12 oktober 2011. https://www.webcitation.org/62NB7kO36?url=http://www.brandhistoriska.org/olyckor_se.html. Läst 16 mars 2011.
7. ↑  ”Årtal och händelser i Jönköping”. Arkiverad från originalet den 29 juli 2016. https://web.archive.org/web/20160729081535/http://maltell.se/historia/databas/search/kronologiviewmobil1800.php. Läst 12 februari 2011.